# Laval Rouge et Or

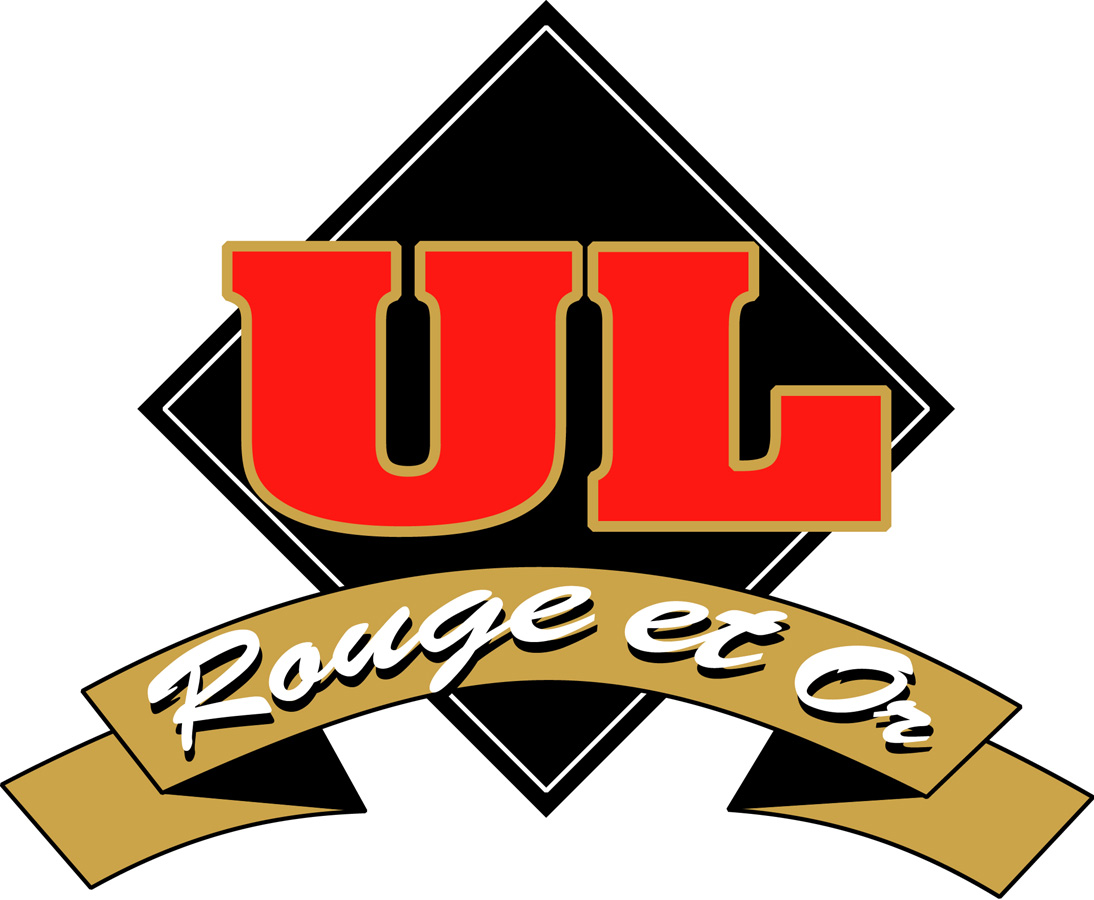
Logo klubu

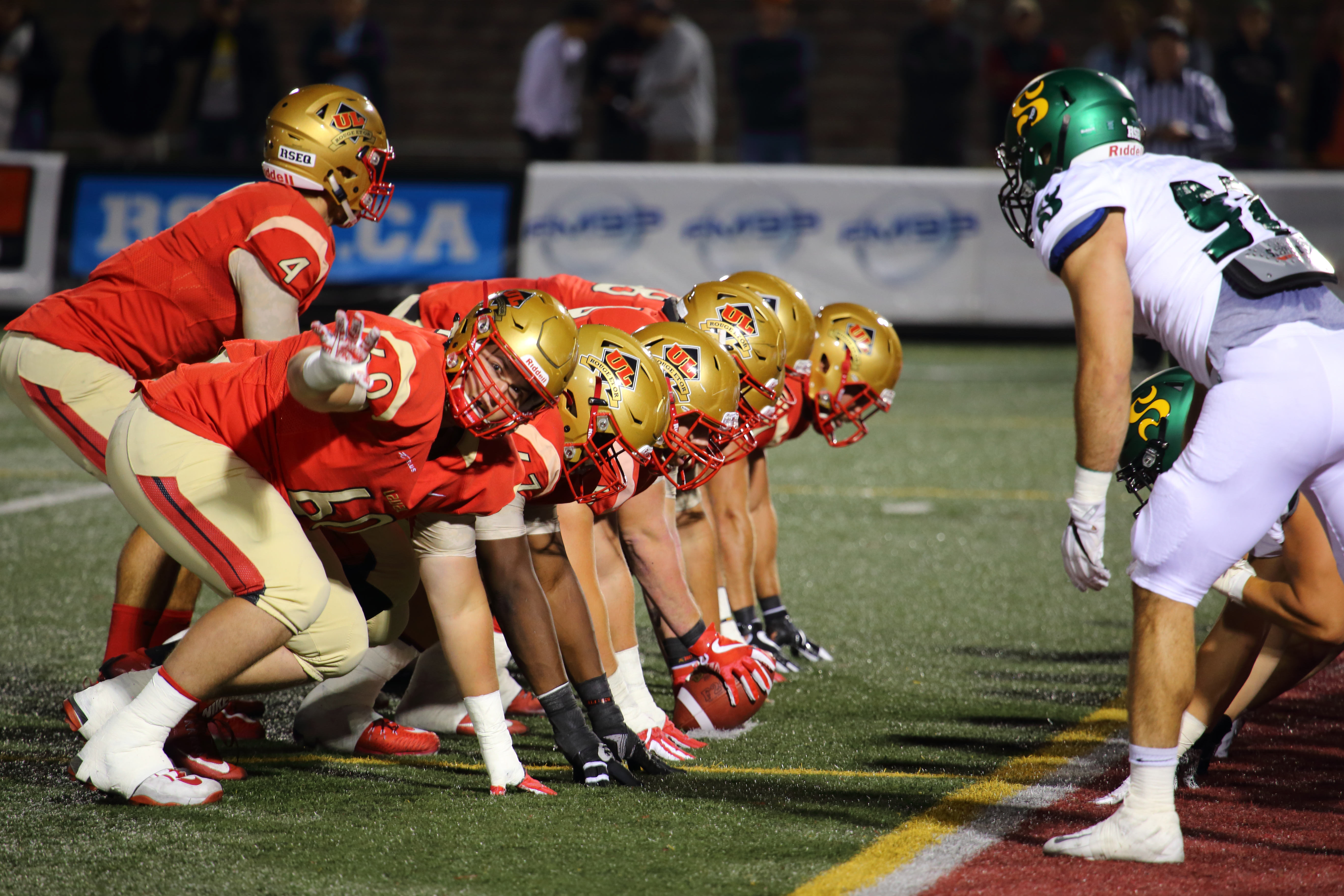

Laval Rouge et Or – nazwa drużyn sportowych Uniwersytetu Lavala biorących udział w akademickich rozgrywkach organizowanych przez U Sports.

## Futbol kanadyjski
Najbardziej popularnym sportem na uniwersytecie jest futbol kanadyjski. Początki drużyny sięgają 1996 roku. Pomysłodawcami byli Mike Labadie, nauczyciel wychowania fizycznego, i Jacques Tanguay, zamożny absolwent i zagorzały fan tego sportu. Odnotowali oni migrację francuskojęzycznych futbolistów do szkół anglojęzycznych, ponieważ nie było dla nich francuskojęzycznej drużyny. Od tego czasu futboliści zdobyli 11 razy Puchar Vaniera, ostatnio w 2022. Dwóch zawodników drużyny zdobyło najbardziej prestiżową nagrodę indywidualną Hec Crighton Trophy, przyznawaną co roku najlepszym akademickim graczom futbolowym. 

## Mistrzostwa
Najbardziej utytułowaną drużyną jest drużyna futbolowa.
- Futbol kanadyjski: 1999, 2003, 2004, 2006, 2008, 2010, 2012, 2013, 2016, 2018, 2022
- Baseball: 1995, 2000, 2001, 2002
- Siatkówka: 1990, 1992, 1994, 2013
- Piłka nożna: 2009
- Piłka nożna kobiet: 2014, 2016
- Hokej na lodzie: 1954